# Helga Axt
Helga Axt (* 27. August 1937 in Bad Ems) ist eine deutsche Schachspielerin und erhielt 1961 von der FIDE den Titel Internationaler Meister der Frauen (WIM).

## Leben
Helga Axt wuchs zusammen mit ihrer jüngeren Schwester in Prag bei ihrer Großmutter auf. Sie absolvierte in Bad Gastein eine Hotelfachschule und war seiner Zeit eine gute Leichtathletin.
Von 1957 bis 1961 gehörte sie zu den besten Schachspielerinnen der BRD. Sie gewann die Deutsche Meisterschaft der Frauen in den Jahren 1957, 1958 und 1961. Sie war Lieblings-Schach-Dame von Friedrich A. Stock, Mitglied im Freiburger Schachverein und Reservespielerin in den 50er Jahren. Nachdem sie Mitte der 1960er Lehrerin in Ihringen war, gab sie das Schachspielen auf.

## Deutsche Meisterschaften der Frauen
- 1957 wurde sie Erste in Lindau (Bodensee) vor Anneliese Brandler.
- 1958 wurde sie Erste in Gießen vor der Blinden Hannelore Kübel.
- 1959 verunglückte sie in Dahn, als sie den Jungfernsprung erklimmen wollte. Deutsche Meisterin wurde Friedl Rinder.
- 1961 wurde sie Erste in Wennigsen (Deister) vor Gerda Rubin.